# Messene

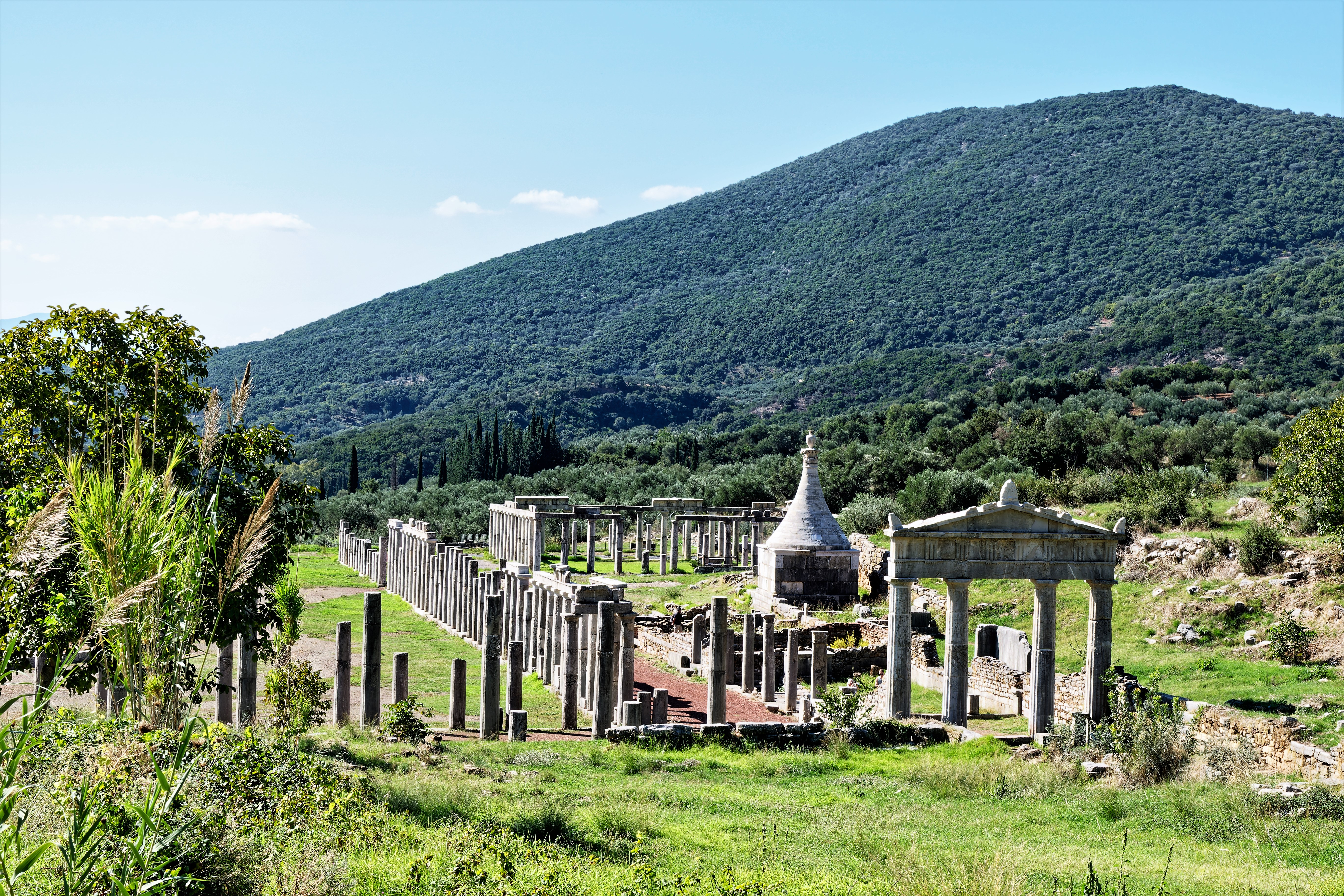
Messene

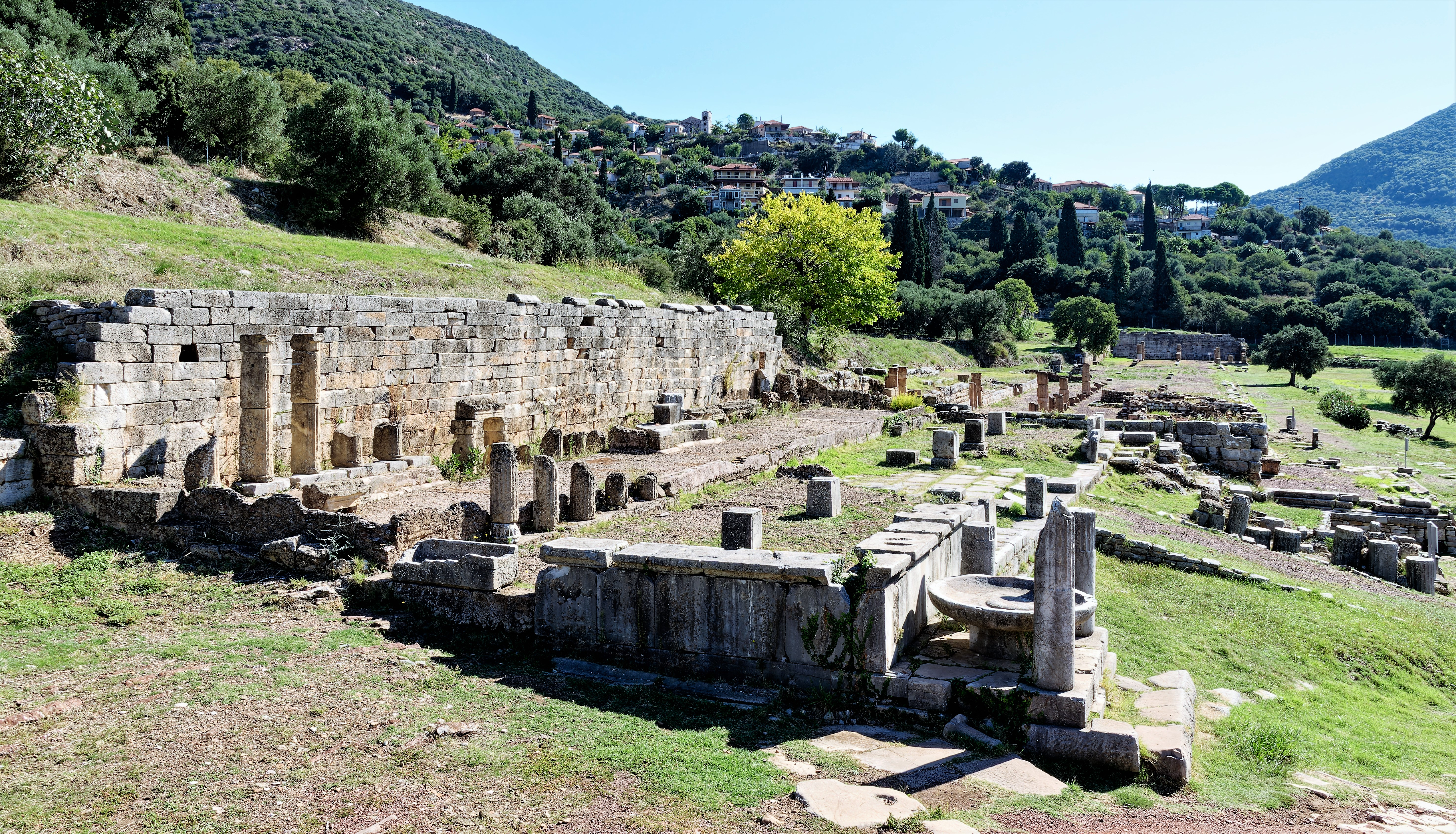
Brunnen der Arsinoe und das Dorf Mavromati

Messene (griechisch Μεσσήνη (f. sg.)) ist eine antike griechische Polis (Stadtstaat) im Südwesten der Peloponnes. Sie bildete die Hauptstadt Messeniens im Altertum. Eine gleichnamige moderne Ortschaft Messini liegt etwa 16 km südöstlich nahe der Küste des Messenischen Golfs zum Ionischen Meer und zählt etwa 23.000 Einwohner.

## Geographische Lage
Zwischen dem in die Stadtbefestigung einbezogenen Berg Ithome (798 m) und dem Berg Eua strategisch günstig gelegen, konnte sich die Stadt gut entwickeln, da es keine benachbarten größeren Städte gab. Laut Strabon ist die Stadt der Messenier Korinth ähnlich, da sich über beide Städte ein hoher und steiler Berg, wie im Falle Messeniens Ithome, erheben würde, welcher von einer Stadtmauer umschlossen ist, sodass er als Burg dienen würde. Auch ist er der Ansicht, dass wegen seiner umstrittenen Lage beide Gebiete stets umkämpft gewesen sind.

## Geschichte
Der thebanische Feldherr Epameinondas rief nach dem Sieg über Sparta die vor der spartanischen Herrschaft geflüchteten und weithin verstreuten Messenier zurück und gründete 369 v. Chr. mit ihnen Messene als Hauptstadt des neuen Staates Messenien. Messene hatte noch in der römischen Kaiserzeit einige Bedeutung. Die Reste einer Basilika belegen eine Siedlung sogar noch in frühbyzantinischer Zeit.

## Archäologie
Eine Beschreibung des antiken Reiseschriftstellers Pausanias (4,31 – 33) ermöglicht die Identifizierung der zu beträchtlichen Teilen erst in jüngster Zeit ausgegrabenen Monumente, die derzeit noch rekonstruiert und wieder aufgerichtet werden. Messene wurde erst in den letzten Jahren intensiv erforscht und ist umfangreichstes Ausgrabungsgebiet in Griechenland. Es ist daher laufend Änderungen bezüglich Grabungs- und Rekonstruktionsstand unterworfen.

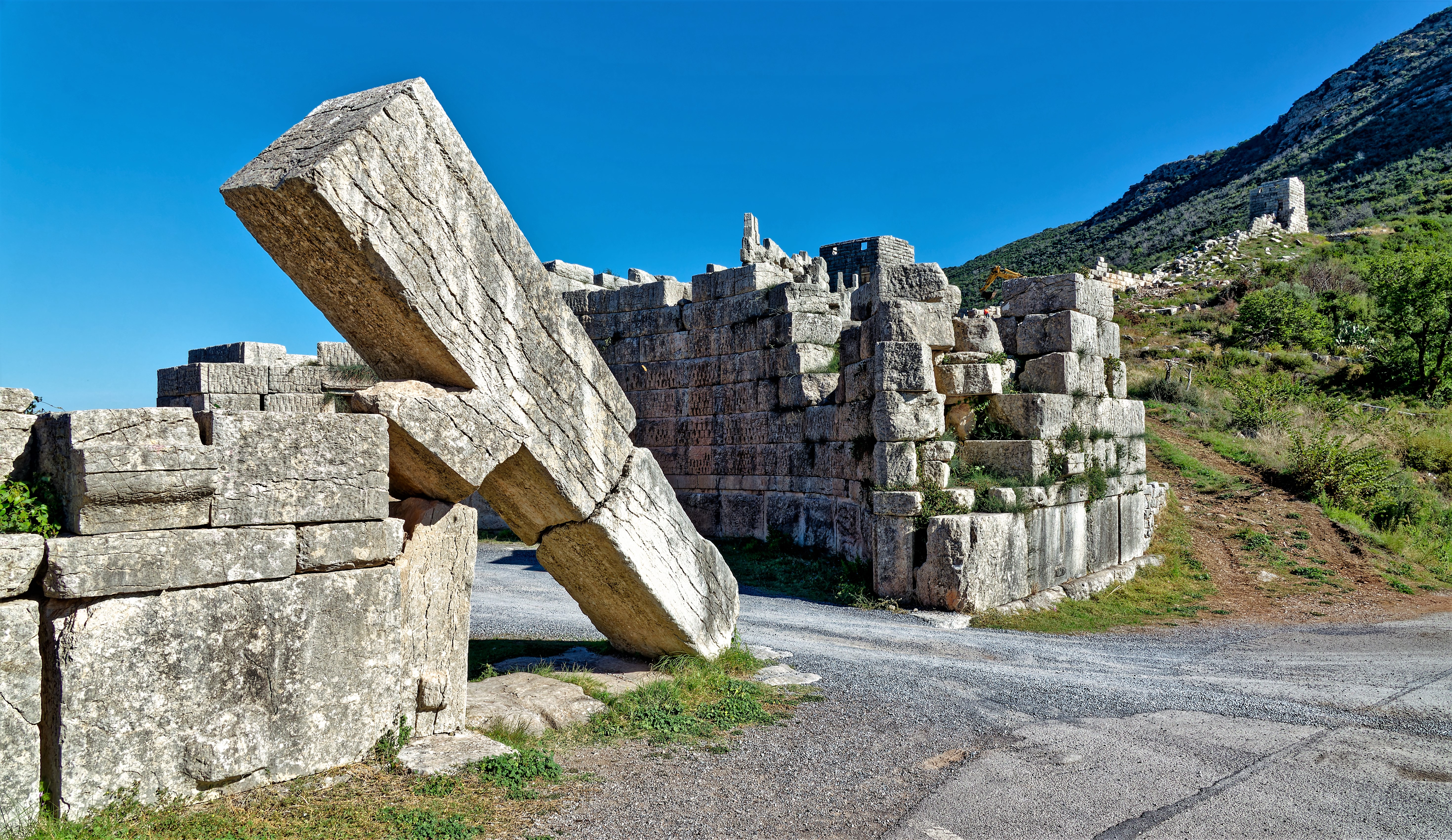
Die Stadtmauer von Messene
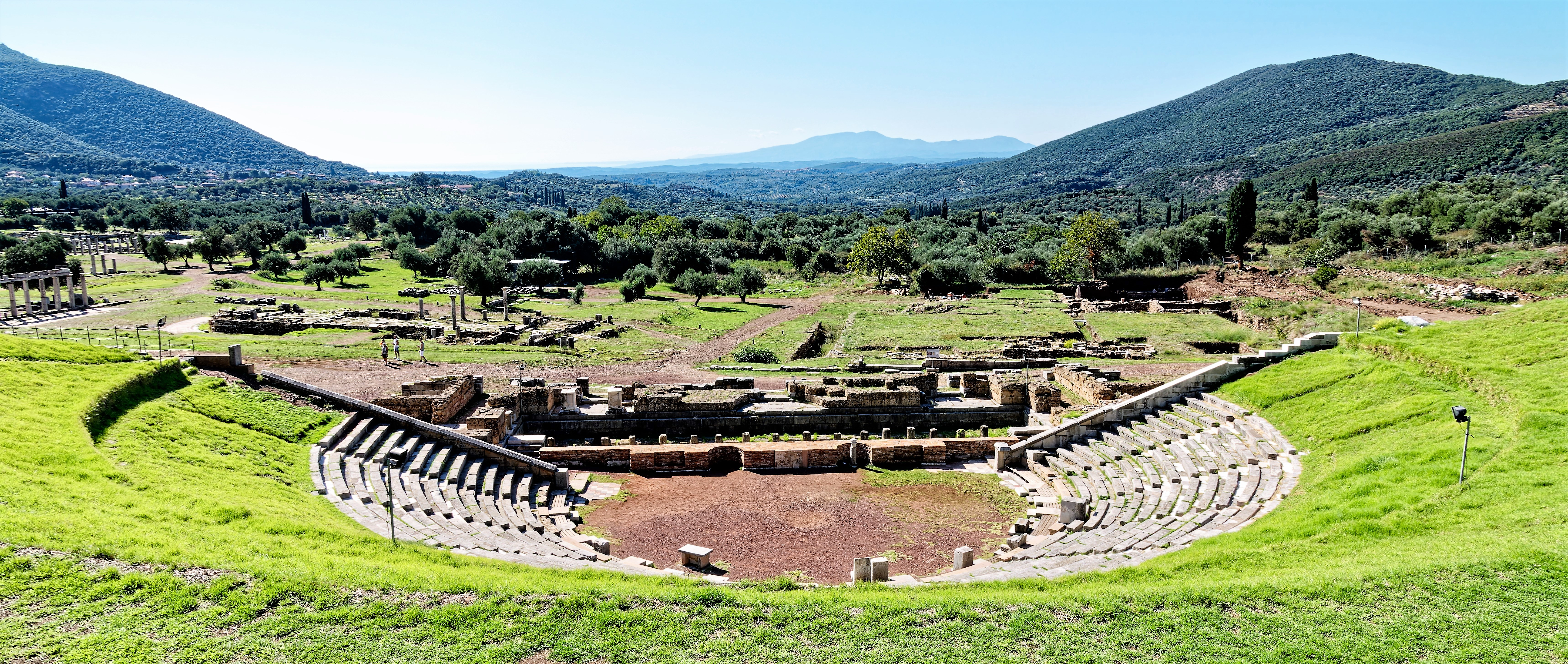
Das Ekklesiasterion, im Hintergrund die Agora mit dem Asklepieion
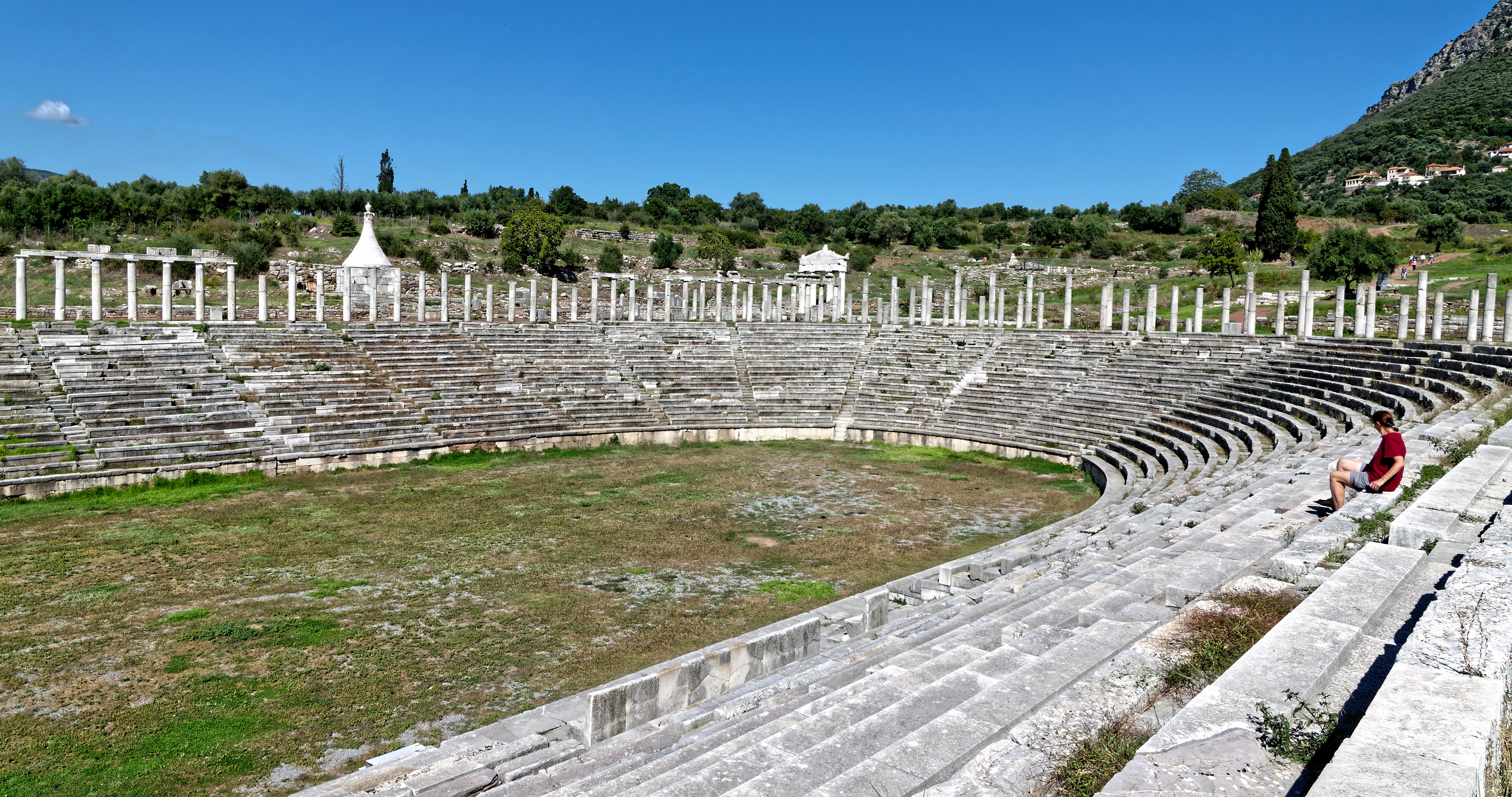
Das Stadion mit wieder aufgerichteten Sitzreihen
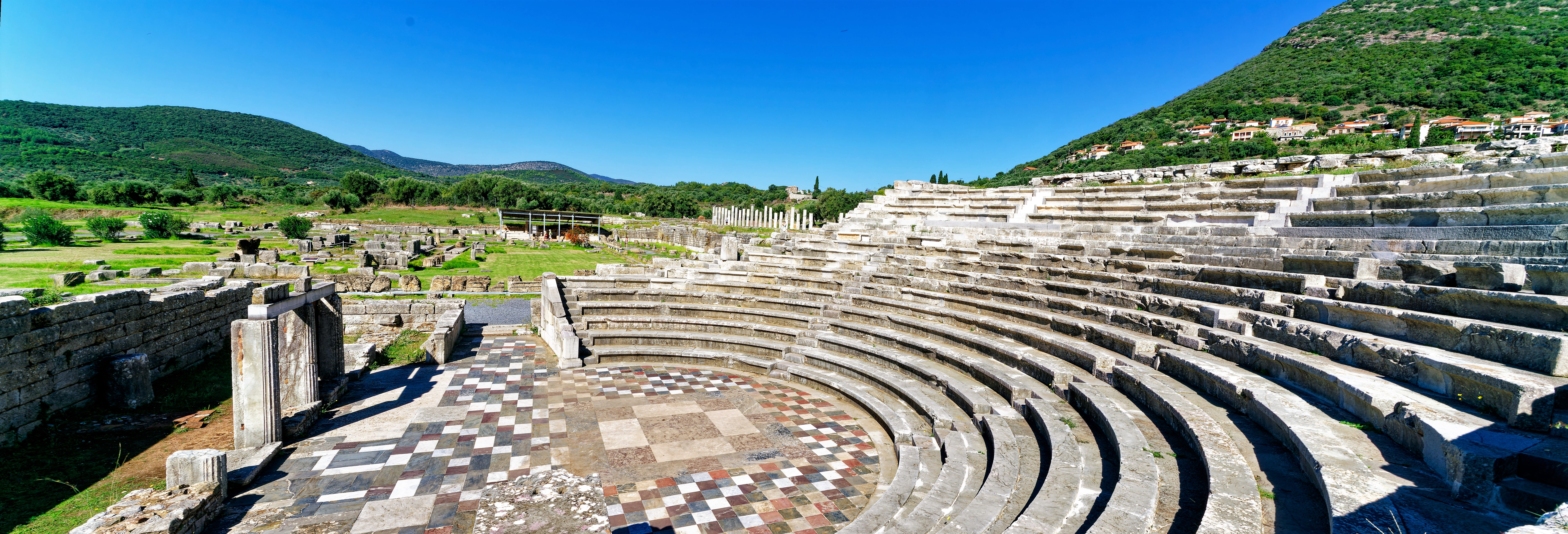
Das Ekklesiasterion
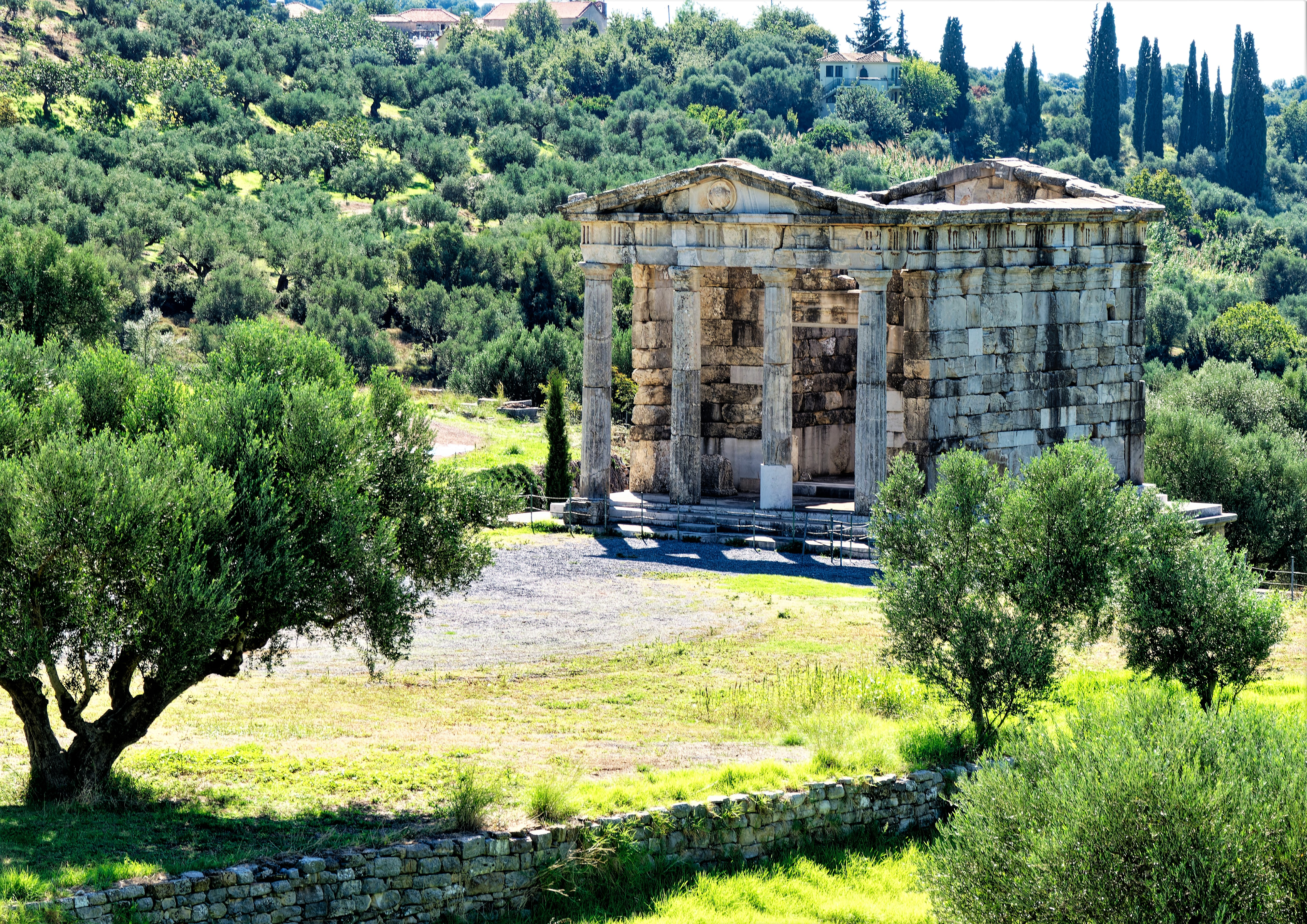
Das Mausoleum

Im Bereich des antiken Stadtzentrums befinden sich Reste des Theaters, das 40 m breite Brunnenhaus der Arsinoe – der lokalen Sage nach Tochter des messenischen Königs Leukipp und Mutter des Gottes Asklepios; daran anschließend ist ein kleiner Ansatz einer Halle freigelegt, wohl die nördliche Halle der Agora.

### Stadtmauer
Die ehemals insgesamt 9 km langen Stadtmauern stammen aus der Zeit der Stadtgründung – vielleicht auch erst aus dem 3. Jh. – und gehören zu den besterhaltenen Griechenlands. Die Mauer ist durch zahlreiche Türme von halbrundem und quadratischem Grundriss gesichert. Im Nordwesten liegt das monumentale Arkadische Tor mit einem runden Innenhof. Außerhalb des Tores wurden die Reste einiger großer Grabbauten ausgegraben.

### Asklepieion
Am bedeutendsten ist der Baukomplex des Asklepieion, für den eine Datierung bald nach 215 v. Chr. vorgeschlagen wird. Ein Ringhallentempel (Peripteros) in dorischer Ordnung mit 6 auf 12 Säulen und ein davor gelegener Altarbau liegen in einem dem Quadrat angenäherten Hof von etwa 66 m auf 72 m. Der Hof wird allseits von zweischiffigen Hallen (Stoa) umgeben, mit je 21 bzw. 23 Säulen auf den Fronten und einer doppelt so weiten Säulenstellung im Innern. Die Säulen werden von phantasievollen korinthischen Kapitellen mit Erotendarstellungen bekrönt und tragen ein Gebälk aus Faszienarchitrav und Fries, der mit Stierschädeln und Girlanden (Bukranion) ornamentiert ist. An die Hallen sind außen zahlreiche Räume angelagert: Im Osten liegen seitlich des Haupteingangs (Propylon) ein Versammlungsbau (Ekklesiasterion) und zwei weitere große Säle. Im Westen liegt eine Reihe kleinerer Räume, die sich meist in voller Breite zur Halle hin öffnen (Exedren). In ihnen waren zahlreiche Statuen aufgestellt; ein Raum diente als Artemisheiligtum. In der nördlichen Kammerreihe ist ein weiteres monumentales Propylon eingebunden, das mit einer Treppe die Verbindung zur höhergelegenen Straße und wohl der Agora herstellt. In den Bereichen seitlich dieser Treppe wurden nachträglich zwei große Säle (Sebasteion oder Caesareion) zur Verehrung der römischen Kaiser eingerichtet.

### Stadion

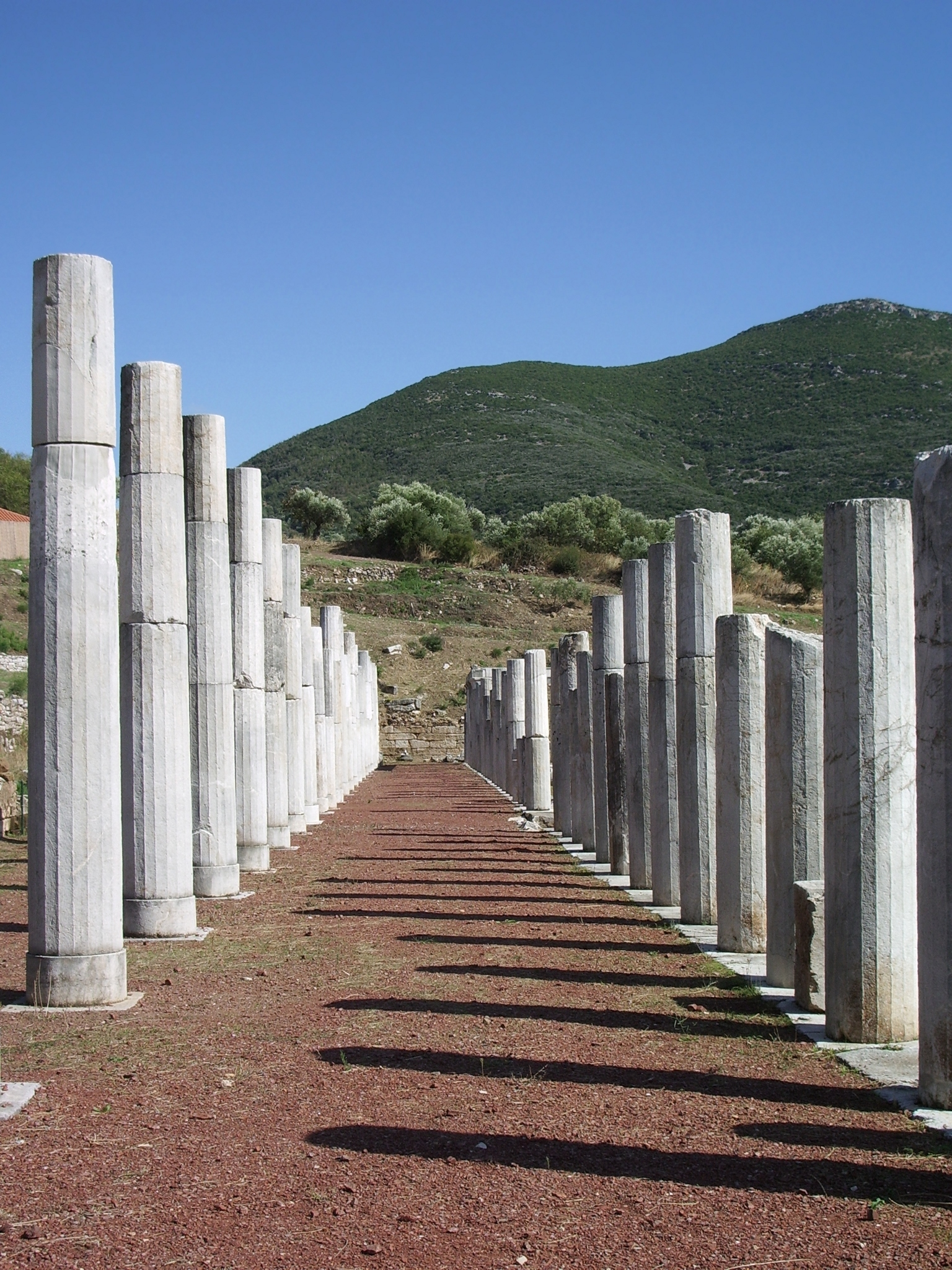
Säulen der nördlichen Halle am Stadion

Etwa 200 m weiter hangabwärts wurde in den letzten Jahren die monumentale Anlage eines Stadions ausgegraben – die beeindruckendste und besterhaltene Ruine der Stadt. Man betritt das Stadion an seiner Nordwestecke durch ein wieder aufgerichtetes Propylon in dorischer Ordnung. Dort wurden westlich unmittelbar außerhalb des Stadions mehrere Ehrengräber freigelegt.
Der nördliche Teil des Stadions ist über eine Länge von 110 m auf allen drei Seiten von Hallen in dorischer Ordnung umgeben, von denen zahlreiche Säulen wieder aufgestellt wurden. Das Nordende der Laufbahn wird von steinernen Stufen hufeisenförmig eingefasst, die Tribünen am südlichen Ende waren ohne Sitze und sind heute (2008) mit Rasen befestigt. Am gegenüberliegenden Ende des Stadions, dem Startbereich, lag ein Heroon in der Form eines viersäuligen Prostylostempels, der derzeit wieder errichtet wird. Es wird nach neuesten Forschungsergebnissen als Mausoleum der Familie der Saithidae gewertet, einer einflussreichen Familie aus dem 1. bis 3. Jahrhundert n. Chr.